# Campeonato Brasileiro de Futebol de 2021 - Série A
A Série A do Campeonato Brasileiro de Futebol de 2021, oficialmente Brasileirão Assaí – Série A 2021 por motivos de patrocínio, foi a 66.ª edição da principal divisão do futebol brasileiro. A disputa teve o mesmo regulamento dos anos anteriores, quando foi implementado o sistema de pontos corridos. Não houve pausa para a Copa América que foi realizada entre 13 de junho e 10 de julho, no Brasil (originalmente na Argentina e Colômbia), nem para os Jogos Olímpicos, no Japão, que foram realizados entre 23 de julho e 8 de agosto.
Para esta edição, a Confederação Brasileira de Futebol lançou a marca "Brasileirão Assaí 50 anos". Segundo a CBF, "o Brasileirão Assaí 50 anos marca o tempo de existência do Campeonato Brasileiro com este nome [chamado de Campeonato Nacional de Clubes pela antiga CBD], ou seja, desde 1971". Ressaltou porém que os títulos anteriores a essa data são reconhecidos como "campeonatos brasileiros".
O título foi definido com duas rodadas de antecedência, com o Atlético Mineiro sagrando-se campeão 50 anos após sua segunda conquista, ao vencer o Bahia por 3–2 de virada na Fonte Nova, em uma partida atrasada válida pela 32ª rodada. Além do campeão Atlético Mineiro, Flamengo, Fortaleza, Corinthians e Red Bull Bragantino também garantiram a vaga da fase de grupos da Copa Libertadores da América de 2022 pela classificação final no campeonato, junto com o Palmeiras, vencedor da edição de 2021. O Athletico Paranaense conquistou pela segunda vez a Copa Sul-Americana e também garantiu a presença na fase de grupos. Por fim, Fluminense e América Mineiro, sétimo e oitavo colocados, respectivamente, garantiram na fase preliminar do torneio continental.
Um ano após subir, a Chapecoense foi a primeira equipe com a queda sacramentada à Série B confirmada, sem nem mesmo entrar em campo, após a vitória do Santos contra o Red Bull Bragantino, faltando sete rodadas para o término do campeonato. Com apenas 15 pontos e uma vitória em 38 jogos, o clube catarinense fez a pior campanha da competição desde a implementação dos pontos corridos. A três rodadas do fim e prejudicado pelas vitórias de Atlético Goianiense frente ao Bahia por 2–1, em Goiânia, e pela vitória do Juventude por 1–0 contra o Red Bull Bragantino, em Caxias do Sul, o Sport foi o segundo clube rebaixado mesmo sem entrar em campo, após duas temporadas seguidas na elite e totalizando seu sexto rebaixamento para a Série B. Na última rodada os dois últimos clubes rebaixados foram conhecidos: o Bahia, ao perder para o Fortaleza por 2–1, em Fortaleza, e o Grêmio, que mesmo depois de vencer o Atlético Mineiro por 4–3 em Porto Alegre, foi prejudicado pela vitória do Juventude sobre o Corinthians (1–0), em Caxias do Sul, sacramentando seu terceiro rebaixamento na história.

## Regulamento
A Série A de 2021 foi disputada por vinte clubes em dois turnos. Em cada turno, todos os clubes jogaram entre si uma única vez. Os jogos do segundo turno foram realizados na mesma ordem do primeiro, apenas com o mando de campo invertido. Não houve campeões por turnos, sendo declarado campeão brasileiro o clube que obtivesse o maior número de pontos após as 38 rodadas. Ao final da competição, os seis primeiros clubes se classificaram à Copa Libertadores de 2022, os seis clubes subsequentes se classificaram à Copa Sul-Americana de 2022, e os quatro últimos foram rebaixados para a Série B do ano seguinte. O campeão se classifica para a Supercopa do Brasil de 2022.
Introduzido em 2019, o árbitro assistente de vídeo ou VAR (do inglês Video Assistant Referee), esteve disponível em todas as 380 partidas do campeonato, tendo seus custos com tecnologia e infraestrutura pagos pela Confederação Brasileira de Futebol.
Esse foi o primeiro Campeonato Brasileiro com limite de troca de técnicos, com duas mudanças possíveis.

### Critérios de desempate
Em caso de empate por pontos entre dois clubes, os critérios de desempate foram aplicados na seguinte ordem:
1. Número de vitórias;
2. Saldo de gols;
3. Gols pró (marcados);
4. Confronto direto;
5. Menor número de cartões vermelhos;
6. Menor número de cartões amarelos;
7. Sorteio.

## Participantes
| Equipe               | Cidade            | Estado | Em 2020      | Estádio (mando)   | Capacidade | Títulos                                                         |
| -------------------- | ----------------- | ------ | ------------ | ----------------- | ---------- | --------------------------------------------------------------- |
| América Mineiro      | Belo Horizonte    | MG     | 2º (Série B) | Independência     | 23 018     | 0 (não possui)                                                  |
| Athletico Paranaense | Curitiba          | PR     | 9º           | Arena da Baixada  | 42 370     | 1 (2001)                                                        |
| Atlético Goianiense  | Goiânia           | GO     | 13º          | Antônio Accioly   | 10 501     | 0 (não possui)                                                  |
| Atlético Mineiro     | Belo Horizonte    | MG     | 3º           | Mineirão          | 61 846     | 2 (1937, 1971)                                                  |
| Bahia                | Salvador          | BA     | 14º          | Arena Fonte Nova  | 50 025     | 2 (1959, 1988)                                                  |
| Ceará                | Fortaleza         | CE     | 11º          | Arena Castelão    | 52 552     | 0 (não possui)                                                  |
| Chapecoense          | Chapecó           | SC     | 1º (Série B) | Arena Condá       | 20 089     | 0 (não possui)                                                  |
| Corinthians          | São Paulo         | SP     | 12º          | Neo Química Arena | 47 605     | 7 (1990, 1998, 1999, 2005, 2011, 2015, 2017)                    |
| Cuiabá               | Cuiabá            | MT     | 4º (Série B) | Arena Pantanal    | 44 097     | 0 (não possui)                                                  |
| Flamengo             | Rio de Janeiro    | RJ     | 1º           | Maracanã          | 78 838     | 7 (1980, 1982, 1983, 1992, 2009, 2019, 2020)                    |
| Fluminense           | Rio de Janeiro    | RJ     | 5º           | Maracanã          | 78 838     | 4 (1970, 1984, 2010, 2012)                                      |
| Fortaleza            | Fortaleza         | CE     | 16º          | Arena Castelão    | 52 552     | 0 (não possui)                                                  |
| Grêmio               | Porto Alegre      | RS     | 6º           | Arena do Grêmio   | 55 662     | 2 (1981, 1996)                                                  |
| Internacional        | Porto Alegre      | RS     | 2º           | Beira-Rio         | 50 842     | 3 (1975, 1976, 1979)                                            |
| Juventude            | Caxias do Sul     | RS     | 3º (Série B) | Alfredo Jaconi    | 19 924     | 0 (não possui)                                                  |
| Palmeiras            | São Paulo         | SP     | 7º           | Allianz Parque    | 43 713     | 10 (1960, 1967, 1967, 1969, 1972, 1973, 1993, 1994, 2016, 2018) |
| Red Bull Bragantino  | Bragança Paulista | SP     | 10º          | Nabi Abi Chedid   | 15 010     | 0 (não possui)                                                  |
| Santos               | Santos            | SP     | 8º           | Vila Belmiro      | 16 068     | 8 (1961, 1962, 1963, 1964, 1965, 1968, 2002, 2004)              |
| São Paulo            | São Paulo         | SP     | 4º           | Morumbi           | 72 039     | 6 (1977, 1986, 1991, 2006, 2007, 2008)                          |
| Sport                | Recife            | PE     | 15º          | Ilha do Retiro    | 32 983     | 1 (1987)                                                        |

## Estádios
| América Mineiro | Athletico Paranaense | Atlético Goianiense | Atlético Mineiro | Bahia | Ceará              |
| Independência | Arena da Baixada | Antônio Accioly | Mineirão | Arena Fonte Nova | Arena Castelão     |
| Capacidade: 23 018 | Capacidade: 42 370 | Capacidade: 12 500 | Capacidade: 61 846 | Capacidade: 50 025 | Capacidade: 52 552 |
| | | | | |                    |
| Chapecoense | \| América-MG Atlético-MG Athletico-PR Atlético-GO Bahia RB Bragantino Ceará Chapecoense Cuiabá Flamengo Fluminense Fortaleza Grêmio Internacional Juventude Santos Sport São Paulo São Paulo: Corinthians Palmeiras São PauloLocalização das equipes participantes da Série A de 2021. \| | \| América-MG Atlético-MG Athletico-PR Atlético-GO Bahia RB Bragantino Ceará Chapecoense Cuiabá Flamengo Fluminense Fortaleza Grêmio Internacional Juventude Santos Sport São Paulo São Paulo: Corinthians Palmeiras São PauloLocalização das equipes participantes da Série A de 2021. \| | \| América-MG Atlético-MG Athletico-PR Atlético-GO Bahia RB Bragantino Ceará Chapecoense Cuiabá Flamengo Fluminense Fortaleza Grêmio Internacional Juventude Santos Sport São Paulo São Paulo: Corinthians Palmeiras São PauloLocalização das equipes participantes da Série A de 2021. \| | \| América-MG Atlético-MG Athletico-PR Atlético-GO Bahia RB Bragantino Ceará Chapecoense Cuiabá Flamengo Fluminense Fortaleza Grêmio Internacional Juventude Santos Sport São Paulo São Paulo: Corinthians Palmeiras São PauloLocalização das equipes participantes da Série A de 2021. \| | Corinthians        |
| Arena Condá | \| América-MG Atlético-MG Athletico-PR Atlético-GO Bahia RB Bragantino Ceará Chapecoense Cuiabá Flamengo Fluminense Fortaleza Grêmio Internacional Juventude Santos Sport São Paulo São Paulo: Corinthians Palmeiras São PauloLocalização das equipes participantes da Série A de 2021. \| | \| América-MG Atlético-MG Athletico-PR Atlético-GO Bahia RB Bragantino Ceará Chapecoense Cuiabá Flamengo Fluminense Fortaleza Grêmio Internacional Juventude Santos Sport São Paulo São Paulo: Corinthians Palmeiras São PauloLocalização das equipes participantes da Série A de 2021. \| | \| América-MG Atlético-MG Athletico-PR Atlético-GO Bahia RB Bragantino Ceará Chapecoense Cuiabá Flamengo Fluminense Fortaleza Grêmio Internacional Juventude Santos Sport São Paulo São Paulo: Corinthians Palmeiras São PauloLocalização das equipes participantes da Série A de 2021. \| | \| América-MG Atlético-MG Athletico-PR Atlético-GO Bahia RB Bragantino Ceará Chapecoense Cuiabá Flamengo Fluminense Fortaleza Grêmio Internacional Juventude Santos Sport São Paulo São Paulo: Corinthians Palmeiras São PauloLocalização das equipes participantes da Série A de 2021. \| | Neo Química Arena  |
| Capacidade: 20 089 | \| América-MG Atlético-MG Athletico-PR Atlético-GO Bahia RB Bragantino Ceará Chapecoense Cuiabá Flamengo Fluminense Fortaleza Grêmio Internacional Juventude Santos Sport São Paulo São Paulo: Corinthians Palmeiras São PauloLocalização das equipes participantes da Série A de 2021. \| | \| América-MG Atlético-MG Athletico-PR Atlético-GO Bahia RB Bragantino Ceará Chapecoense Cuiabá Flamengo Fluminense Fortaleza Grêmio Internacional Juventude Santos Sport São Paulo São Paulo: Corinthians Palmeiras São PauloLocalização das equipes participantes da Série A de 2021. \| | \| América-MG Atlético-MG Athletico-PR Atlético-GO Bahia RB Bragantino Ceará Chapecoense Cuiabá Flamengo Fluminense Fortaleza Grêmio Internacional Juventude Santos Sport São Paulo São Paulo: Corinthians Palmeiras São PauloLocalização das equipes participantes da Série A de 2021. \| | \| América-MG Atlético-MG Athletico-PR Atlético-GO Bahia RB Bragantino Ceará Chapecoense Cuiabá Flamengo Fluminense Fortaleza Grêmio Internacional Juventude Santos Sport São Paulo São Paulo: Corinthians Palmeiras São PauloLocalização das equipes participantes da Série A de 2021. \| | Capacidade: 47 605 |
| | \| América-MG Atlético-MG Athletico-PR Atlético-GO Bahia RB Bragantino Ceará Chapecoense Cuiabá Flamengo Fluminense Fortaleza Grêmio Internacional Juventude Santos Sport São Paulo São Paulo: Corinthians Palmeiras São PauloLocalização das equipes participantes da Série A de 2021. \| | \| América-MG Atlético-MG Athletico-PR Atlético-GO Bahia RB Bragantino Ceará Chapecoense Cuiabá Flamengo Fluminense Fortaleza Grêmio Internacional Juventude Santos Sport São Paulo São Paulo: Corinthians Palmeiras São PauloLocalização das equipes participantes da Série A de 2021. \| | \| América-MG Atlético-MG Athletico-PR Atlético-GO Bahia RB Bragantino Ceará Chapecoense Cuiabá Flamengo Fluminense Fortaleza Grêmio Internacional Juventude Santos Sport São Paulo São Paulo: Corinthians Palmeiras São PauloLocalização das equipes participantes da Série A de 2021. \| | \| América-MG Atlético-MG Athletico-PR Atlético-GO Bahia RB Bragantino Ceará Chapecoense Cuiabá Flamengo Fluminense Fortaleza Grêmio Internacional Juventude Santos Sport São Paulo São Paulo: Corinthians Palmeiras São PauloLocalização das equipes participantes da Série A de 2021. \| |                    |
| Cuiabá | \| América-MG Atlético-MG Athletico-PR Atlético-GO Bahia RB Bragantino Ceará Chapecoense Cuiabá Flamengo Fluminense Fortaleza Grêmio Internacional Juventude Santos Sport São Paulo São Paulo: Corinthians Palmeiras São PauloLocalização das equipes participantes da Série A de 2021. \| | \| América-MG Atlético-MG Athletico-PR Atlético-GO Bahia RB Bragantino Ceará Chapecoense Cuiabá Flamengo Fluminense Fortaleza Grêmio Internacional Juventude Santos Sport São Paulo São Paulo: Corinthians Palmeiras São PauloLocalização das equipes participantes da Série A de 2021. \| | \| América-MG Atlético-MG Athletico-PR Atlético-GO Bahia RB Bragantino Ceará Chapecoense Cuiabá Flamengo Fluminense Fortaleza Grêmio Internacional Juventude Santos Sport São Paulo São Paulo: Corinthians Palmeiras São PauloLocalização das equipes participantes da Série A de 2021. \| | \| América-MG Atlético-MG Athletico-PR Atlético-GO Bahia RB Bragantino Ceará Chapecoense Cuiabá Flamengo Fluminense Fortaleza Grêmio Internacional Juventude Santos Sport São Paulo São Paulo: Corinthians Palmeiras São PauloLocalização das equipes participantes da Série A de 2021. \| | Flamengo           |
| Arena Pantanal | \| América-MG Atlético-MG Athletico-PR Atlético-GO Bahia RB Bragantino Ceará Chapecoense Cuiabá Flamengo Fluminense Fortaleza Grêmio Internacional Juventude Santos Sport São Paulo São Paulo: Corinthians Palmeiras São PauloLocalização das equipes participantes da Série A de 2021. \| | \| América-MG Atlético-MG Athletico-PR Atlético-GO Bahia RB Bragantino Ceará Chapecoense Cuiabá Flamengo Fluminense Fortaleza Grêmio Internacional Juventude Santos Sport São Paulo São Paulo: Corinthians Palmeiras São PauloLocalização das equipes participantes da Série A de 2021. \| | \| América-MG Atlético-MG Athletico-PR Atlético-GO Bahia RB Bragantino Ceará Chapecoense Cuiabá Flamengo Fluminense Fortaleza Grêmio Internacional Juventude Santos Sport São Paulo São Paulo: Corinthians Palmeiras São PauloLocalização das equipes participantes da Série A de 2021. \| | \| América-MG Atlético-MG Athletico-PR Atlético-GO Bahia RB Bragantino Ceará Chapecoense Cuiabá Flamengo Fluminense Fortaleza Grêmio Internacional Juventude Santos Sport São Paulo São Paulo: Corinthians Palmeiras São PauloLocalização das equipes participantes da Série A de 2021. \| | Maracanã           |
| Capacidade: 44 000 | \| América-MG Atlético-MG Athletico-PR Atlético-GO Bahia RB Bragantino Ceará Chapecoense Cuiabá Flamengo Fluminense Fortaleza Grêmio Internacional Juventude Santos Sport São Paulo São Paulo: Corinthians Palmeiras São PauloLocalização das equipes participantes da Série A de 2021. \| | \| América-MG Atlético-MG Athletico-PR Atlético-GO Bahia RB Bragantino Ceará Chapecoense Cuiabá Flamengo Fluminense Fortaleza Grêmio Internacional Juventude Santos Sport São Paulo São Paulo: Corinthians Palmeiras São PauloLocalização das equipes participantes da Série A de 2021. \| | \| América-MG Atlético-MG Athletico-PR Atlético-GO Bahia RB Bragantino Ceará Chapecoense Cuiabá Flamengo Fluminense Fortaleza Grêmio Internacional Juventude Santos Sport São Paulo São Paulo: Corinthians Palmeiras São PauloLocalização das equipes participantes da Série A de 2021. \| | \| América-MG Atlético-MG Athletico-PR Atlético-GO Bahia RB Bragantino Ceará Chapecoense Cuiabá Flamengo Fluminense Fortaleza Grêmio Internacional Juventude Santos Sport São Paulo São Paulo: Corinthians Palmeiras São PauloLocalização das equipes participantes da Série A de 2021. \| | Capacidade: 78 838 |
| | \| América-MG Atlético-MG Athletico-PR Atlético-GO Bahia RB Bragantino Ceará Chapecoense Cuiabá Flamengo Fluminense Fortaleza Grêmio Internacional Juventude Santos Sport São Paulo São Paulo: Corinthians Palmeiras São PauloLocalização das equipes participantes da Série A de 2021. \| | \| América-MG Atlético-MG Athletico-PR Atlético-GO Bahia RB Bragantino Ceará Chapecoense Cuiabá Flamengo Fluminense Fortaleza Grêmio Internacional Juventude Santos Sport São Paulo São Paulo: Corinthians Palmeiras São PauloLocalização das equipes participantes da Série A de 2021. \| | \| América-MG Atlético-MG Athletico-PR Atlético-GO Bahia RB Bragantino Ceará Chapecoense Cuiabá Flamengo Fluminense Fortaleza Grêmio Internacional Juventude Santos Sport São Paulo São Paulo: Corinthians Palmeiras São PauloLocalização das equipes participantes da Série A de 2021. \| | \| América-MG Atlético-MG Athletico-PR Atlético-GO Bahia RB Bragantino Ceará Chapecoense Cuiabá Flamengo Fluminense Fortaleza Grêmio Internacional Juventude Santos Sport São Paulo São Paulo: Corinthians Palmeiras São PauloLocalização das equipes participantes da Série A de 2021. \| |                    |
| Fluminense | \| América-MG Atlético-MG Athletico-PR Atlético-GO Bahia RB Bragantino Ceará Chapecoense Cuiabá Flamengo Fluminense Fortaleza Grêmio Internacional Juventude Santos Sport São Paulo São Paulo: Corinthians Palmeiras São PauloLocalização das equipes participantes da Série A de 2021. \| | \| América-MG Atlético-MG Athletico-PR Atlético-GO Bahia RB Bragantino Ceará Chapecoense Cuiabá Flamengo Fluminense Fortaleza Grêmio Internacional Juventude Santos Sport São Paulo São Paulo: Corinthians Palmeiras São PauloLocalização das equipes participantes da Série A de 2021. \| | \| América-MG Atlético-MG Athletico-PR Atlético-GO Bahia RB Bragantino Ceará Chapecoense Cuiabá Flamengo Fluminense Fortaleza Grêmio Internacional Juventude Santos Sport São Paulo São Paulo: Corinthians Palmeiras São PauloLocalização das equipes participantes da Série A de 2021. \| | \| América-MG Atlético-MG Athletico-PR Atlético-GO Bahia RB Bragantino Ceará Chapecoense Cuiabá Flamengo Fluminense Fortaleza Grêmio Internacional Juventude Santos Sport São Paulo São Paulo: Corinthians Palmeiras São PauloLocalização das equipes participantes da Série A de 2021. \| | Fortaleza          |
| Maracanã | \| América-MG Atlético-MG Athletico-PR Atlético-GO Bahia RB Bragantino Ceará Chapecoense Cuiabá Flamengo Fluminense Fortaleza Grêmio Internacional Juventude Santos Sport São Paulo São Paulo: Corinthians Palmeiras São PauloLocalização das equipes participantes da Série A de 2021. \| | \| América-MG Atlético-MG Athletico-PR Atlético-GO Bahia RB Bragantino Ceará Chapecoense Cuiabá Flamengo Fluminense Fortaleza Grêmio Internacional Juventude Santos Sport São Paulo São Paulo: Corinthians Palmeiras São PauloLocalização das equipes participantes da Série A de 2021. \| | \| América-MG Atlético-MG Athletico-PR Atlético-GO Bahia RB Bragantino Ceará Chapecoense Cuiabá Flamengo Fluminense Fortaleza Grêmio Internacional Juventude Santos Sport São Paulo São Paulo: Corinthians Palmeiras São PauloLocalização das equipes participantes da Série A de 2021. \| | \| América-MG Atlético-MG Athletico-PR Atlético-GO Bahia RB Bragantino Ceará Chapecoense Cuiabá Flamengo Fluminense Fortaleza Grêmio Internacional Juventude Santos Sport São Paulo São Paulo: Corinthians Palmeiras São PauloLocalização das equipes participantes da Série A de 2021. \| | Arena Castelão     |
| Capacidade: 78 838 | \| América-MG Atlético-MG Athletico-PR Atlético-GO Bahia RB Bragantino Ceará Chapecoense Cuiabá Flamengo Fluminense Fortaleza Grêmio Internacional Juventude Santos Sport São Paulo São Paulo: Corinthians Palmeiras São PauloLocalização das equipes participantes da Série A de 2021. \| | \| América-MG Atlético-MG Athletico-PR Atlético-GO Bahia RB Bragantino Ceará Chapecoense Cuiabá Flamengo Fluminense Fortaleza Grêmio Internacional Juventude Santos Sport São Paulo São Paulo: Corinthians Palmeiras São PauloLocalização das equipes participantes da Série A de 2021. \| | \| América-MG Atlético-MG Athletico-PR Atlético-GO Bahia RB Bragantino Ceará Chapecoense Cuiabá Flamengo Fluminense Fortaleza Grêmio Internacional Juventude Santos Sport São Paulo São Paulo: Corinthians Palmeiras São PauloLocalização das equipes participantes da Série A de 2021. \| | \| América-MG Atlético-MG Athletico-PR Atlético-GO Bahia RB Bragantino Ceará Chapecoense Cuiabá Flamengo Fluminense Fortaleza Grêmio Internacional Juventude Santos Sport São Paulo São Paulo: Corinthians Palmeiras São PauloLocalização das equipes participantes da Série A de 2021. \| | Capacidade: 52 552 |
| | \| América-MG Atlético-MG Athletico-PR Atlético-GO Bahia RB Bragantino Ceará Chapecoense Cuiabá Flamengo Fluminense Fortaleza Grêmio Internacional Juventude Santos Sport São Paulo São Paulo: Corinthians Palmeiras São PauloLocalização das equipes participantes da Série A de 2021. \| | \| América-MG Atlético-MG Athletico-PR Atlético-GO Bahia RB Bragantino Ceará Chapecoense Cuiabá Flamengo Fluminense Fortaleza Grêmio Internacional Juventude Santos Sport São Paulo São Paulo: Corinthians Palmeiras São PauloLocalização das equipes participantes da Série A de 2021. \| | \| América-MG Atlético-MG Athletico-PR Atlético-GO Bahia RB Bragantino Ceará Chapecoense Cuiabá Flamengo Fluminense Fortaleza Grêmio Internacional Juventude Santos Sport São Paulo São Paulo: Corinthians Palmeiras São PauloLocalização das equipes participantes da Série A de 2021. \| | \| América-MG Atlético-MG Athletico-PR Atlético-GO Bahia RB Bragantino Ceará Chapecoense Cuiabá Flamengo Fluminense Fortaleza Grêmio Internacional Juventude Santos Sport São Paulo São Paulo: Corinthians Palmeiras São PauloLocalização das equipes participantes da Série A de 2021. \| |                    |
| Grêmio | \| América-MG Atlético-MG Athletico-PR Atlético-GO Bahia RB Bragantino Ceará Chapecoense Cuiabá Flamengo Fluminense Fortaleza Grêmio Internacional Juventude Santos Sport São Paulo São Paulo: Corinthians Palmeiras São PauloLocalização das equipes participantes da Série A de 2021. \| | \| América-MG Atlético-MG Athletico-PR Atlético-GO Bahia RB Bragantino Ceará Chapecoense Cuiabá Flamengo Fluminense Fortaleza Grêmio Internacional Juventude Santos Sport São Paulo São Paulo: Corinthians Palmeiras São PauloLocalização das equipes participantes da Série A de 2021. \| | \| América-MG Atlético-MG Athletico-PR Atlético-GO Bahia RB Bragantino Ceará Chapecoense Cuiabá Flamengo Fluminense Fortaleza Grêmio Internacional Juventude Santos Sport São Paulo São Paulo: Corinthians Palmeiras São PauloLocalização das equipes participantes da Série A de 2021. \| | \| América-MG Atlético-MG Athletico-PR Atlético-GO Bahia RB Bragantino Ceará Chapecoense Cuiabá Flamengo Fluminense Fortaleza Grêmio Internacional Juventude Santos Sport São Paulo São Paulo: Corinthians Palmeiras São PauloLocalização das equipes participantes da Série A de 2021. \| | Internacional      |
| Arena do Grêmio | \| América-MG Atlético-MG Athletico-PR Atlético-GO Bahia RB Bragantino Ceará Chapecoense Cuiabá Flamengo Fluminense Fortaleza Grêmio Internacional Juventude Santos Sport São Paulo São Paulo: Corinthians Palmeiras São PauloLocalização das equipes participantes da Série A de 2021. \| | \| América-MG Atlético-MG Athletico-PR Atlético-GO Bahia RB Bragantino Ceará Chapecoense Cuiabá Flamengo Fluminense Fortaleza Grêmio Internacional Juventude Santos Sport São Paulo São Paulo: Corinthians Palmeiras São PauloLocalização das equipes participantes da Série A de 2021. \| | \| América-MG Atlético-MG Athletico-PR Atlético-GO Bahia RB Bragantino Ceará Chapecoense Cuiabá Flamengo Fluminense Fortaleza Grêmio Internacional Juventude Santos Sport São Paulo São Paulo: Corinthians Palmeiras São PauloLocalização das equipes participantes da Série A de 2021. \| | \| América-MG Atlético-MG Athletico-PR Atlético-GO Bahia RB Bragantino Ceará Chapecoense Cuiabá Flamengo Fluminense Fortaleza Grêmio Internacional Juventude Santos Sport São Paulo São Paulo: Corinthians Palmeiras São PauloLocalização das equipes participantes da Série A de 2021. \| | Beira-Rio          |
| Capacidade: 55 662 | \| América-MG Atlético-MG Athletico-PR Atlético-GO Bahia RB Bragantino Ceará Chapecoense Cuiabá Flamengo Fluminense Fortaleza Grêmio Internacional Juventude Santos Sport São Paulo São Paulo: Corinthians Palmeiras São PauloLocalização das equipes participantes da Série A de 2021. \| | \| América-MG Atlético-MG Athletico-PR Atlético-GO Bahia RB Bragantino Ceará Chapecoense Cuiabá Flamengo Fluminense Fortaleza Grêmio Internacional Juventude Santos Sport São Paulo São Paulo: Corinthians Palmeiras São PauloLocalização das equipes participantes da Série A de 2021. \| | \| América-MG Atlético-MG Athletico-PR Atlético-GO Bahia RB Bragantino Ceará Chapecoense Cuiabá Flamengo Fluminense Fortaleza Grêmio Internacional Juventude Santos Sport São Paulo São Paulo: Corinthians Palmeiras São PauloLocalização das equipes participantes da Série A de 2021. \| | \| América-MG Atlético-MG Athletico-PR Atlético-GO Bahia RB Bragantino Ceará Chapecoense Cuiabá Flamengo Fluminense Fortaleza Grêmio Internacional Juventude Santos Sport São Paulo São Paulo: Corinthians Palmeiras São PauloLocalização das equipes participantes da Série A de 2021. \| | Capacidade: 50 842 |
| | \| América-MG Atlético-MG Athletico-PR Atlético-GO Bahia RB Bragantino Ceará Chapecoense Cuiabá Flamengo Fluminense Fortaleza Grêmio Internacional Juventude Santos Sport São Paulo São Paulo: Corinthians Palmeiras São PauloLocalização das equipes participantes da Série A de 2021. \| | \| América-MG Atlético-MG Athletico-PR Atlético-GO Bahia RB Bragantino Ceará Chapecoense Cuiabá Flamengo Fluminense Fortaleza Grêmio Internacional Juventude Santos Sport São Paulo São Paulo: Corinthians Palmeiras São PauloLocalização das equipes participantes da Série A de 2021. \| | \| América-MG Atlético-MG Athletico-PR Atlético-GO Bahia RB Bragantino Ceará Chapecoense Cuiabá Flamengo Fluminense Fortaleza Grêmio Internacional Juventude Santos Sport São Paulo São Paulo: Corinthians Palmeiras São PauloLocalização das equipes participantes da Série A de 2021. \| | \| América-MG Atlético-MG Athletico-PR Atlético-GO Bahia RB Bragantino Ceará Chapecoense Cuiabá Flamengo Fluminense Fortaleza Grêmio Internacional Juventude Santos Sport São Paulo São Paulo: Corinthians Palmeiras São PauloLocalização das equipes participantes da Série A de 2021. \| |                    |
| Juventude | Palmeiras | Red Bull Bragantino | Santos | São Paulo | Sport              |
| Alfredo Jaconi | Allianz Parque | Nabi Abi Chedid | Vila Belmiro | Morumbi | Ilha do Retiro     |
| Capacidade: 19 924 | Capacidade: 43 713 | Capacidade: 15 010 | Capacidade: 16 068 | Capacidade: 72 039 | Capacidade: 32 983 |
| | | | | |                    |
| América-MG Atlético-MG Athletico-PR Atlético-GO Bahia RB Bragantino Ceará Chapecoense Cuiabá Flamengo Fluminense Fortaleza Grêmio Internacional Juventude Santos Sport São Paulo São Paulo: Corinthians Palmeiras São PauloLocalização das equipes participantes da Série A de 2021. | | | | |                    |

### Outros estádios
Além dos estádios de mando usual, outros estádios foram utilizados devido a punições de perda de mando de campo impostas pelo Superior Tribunal de Justiça Desportiva ou por conta de problemas de interdição dos estádios usuais ou simplesmente por opção dos clubes em mandar seus jogos em outros locais, geralmente buscando uma melhor renda. Especificamente por conta da pandemia de COVID-19, as equipes podem mandar seus jogos em outra cidade caso não sejam asseguradas as questões sanitárias na praça em questão.

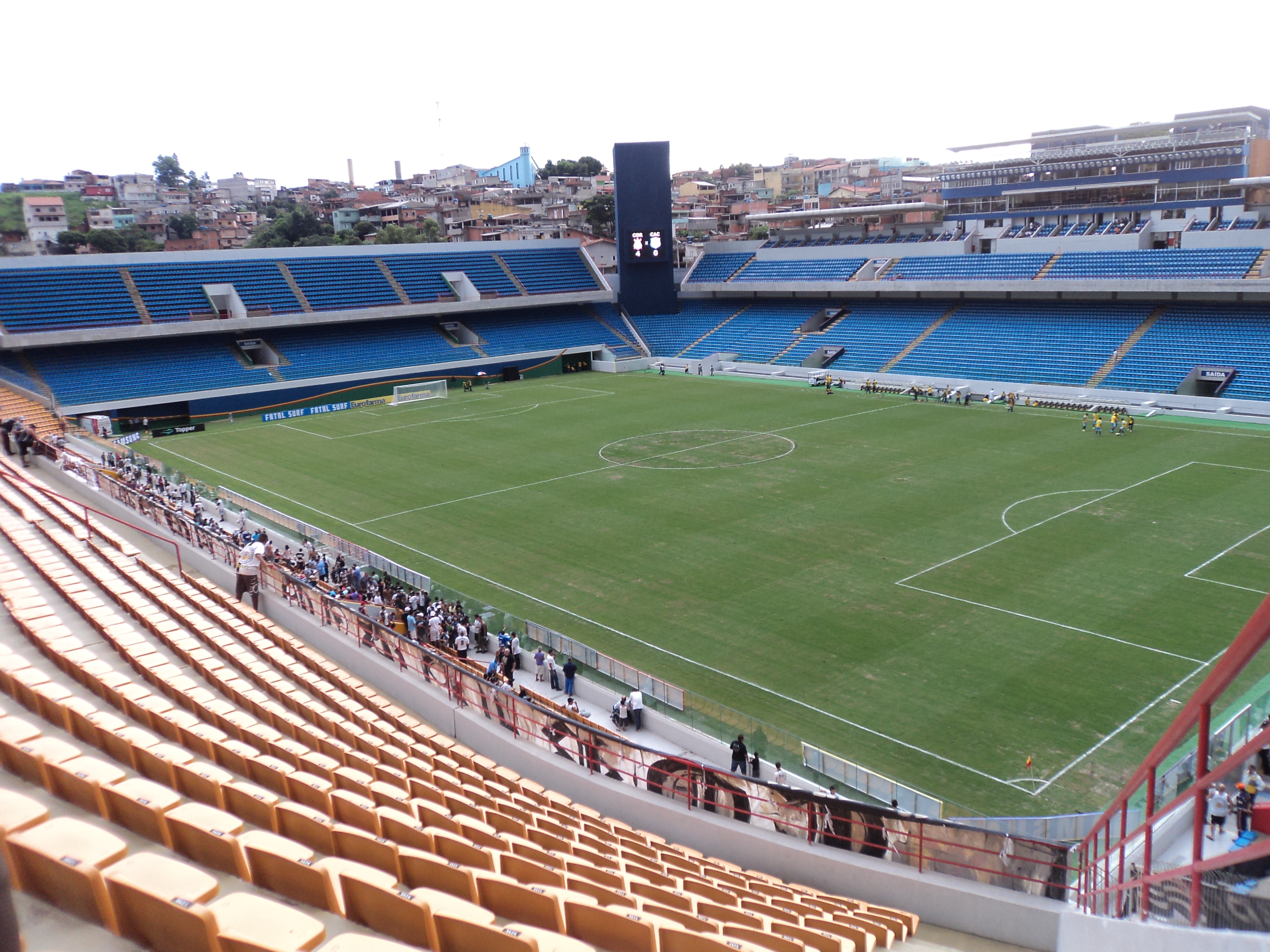
150px]]|Arena Barueri (Barueri)
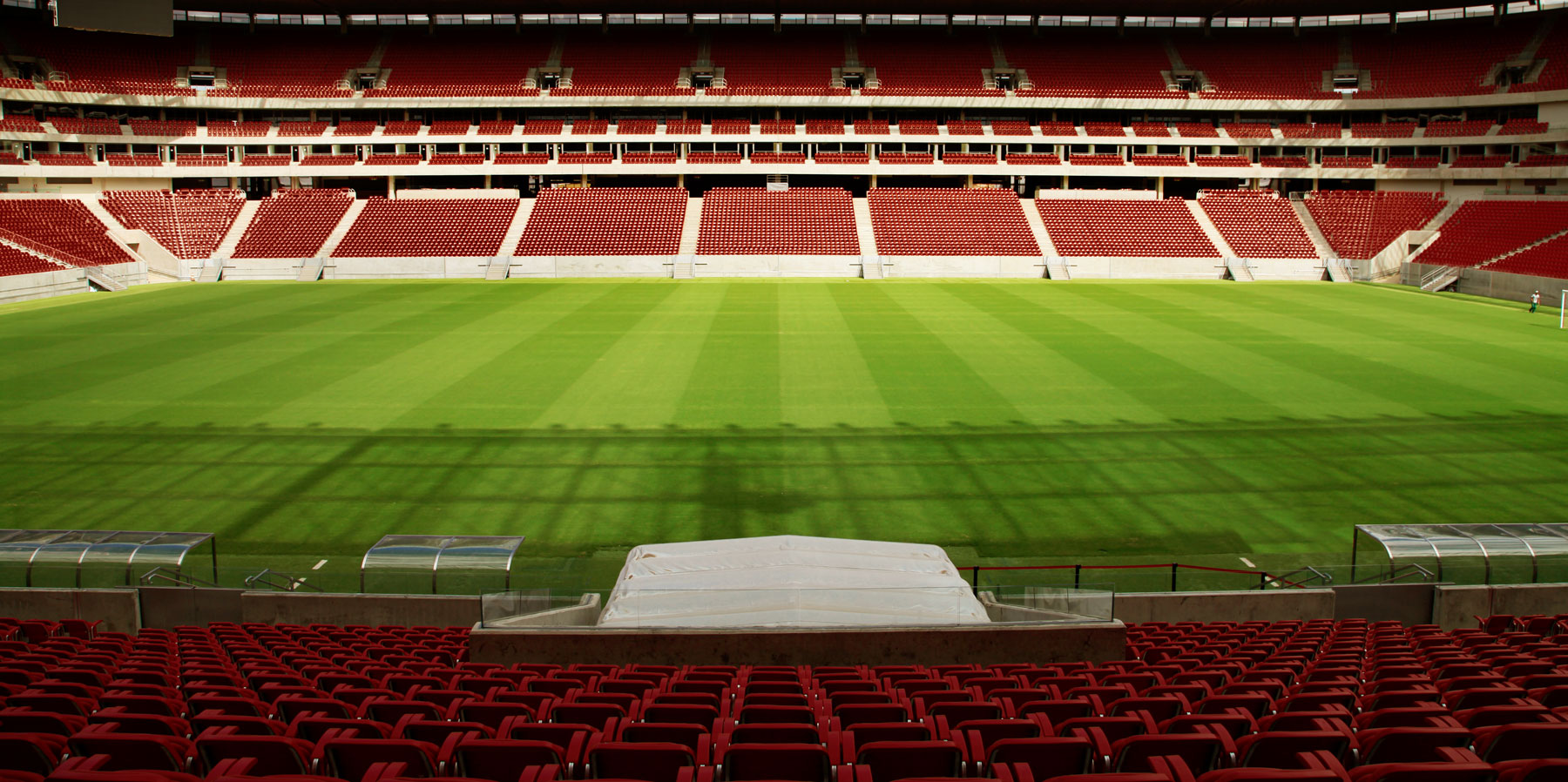
150px]]|Arena de Pernambuco (São Lourenço da Mata)
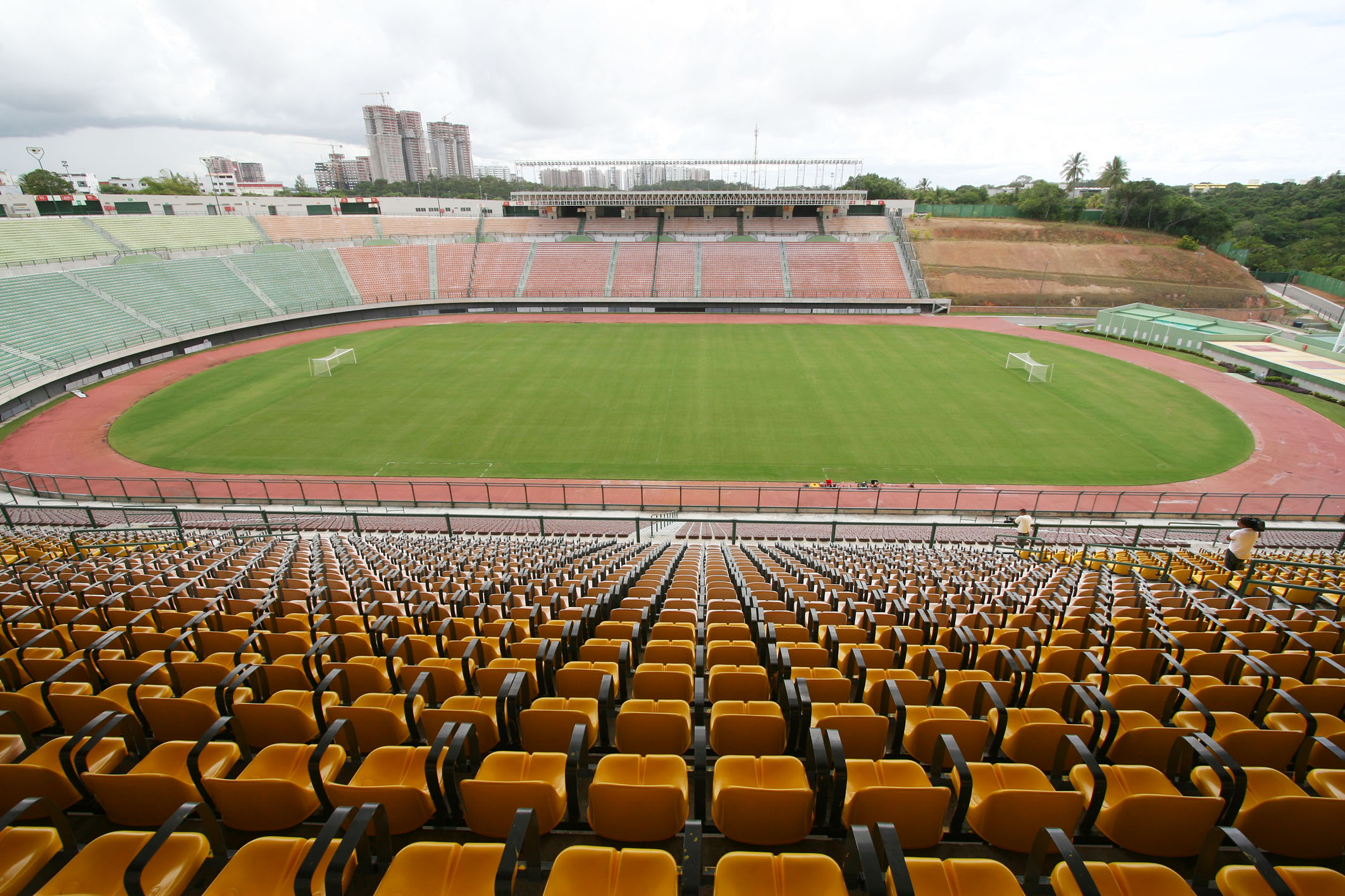
Pituaçu]] (Salvador)
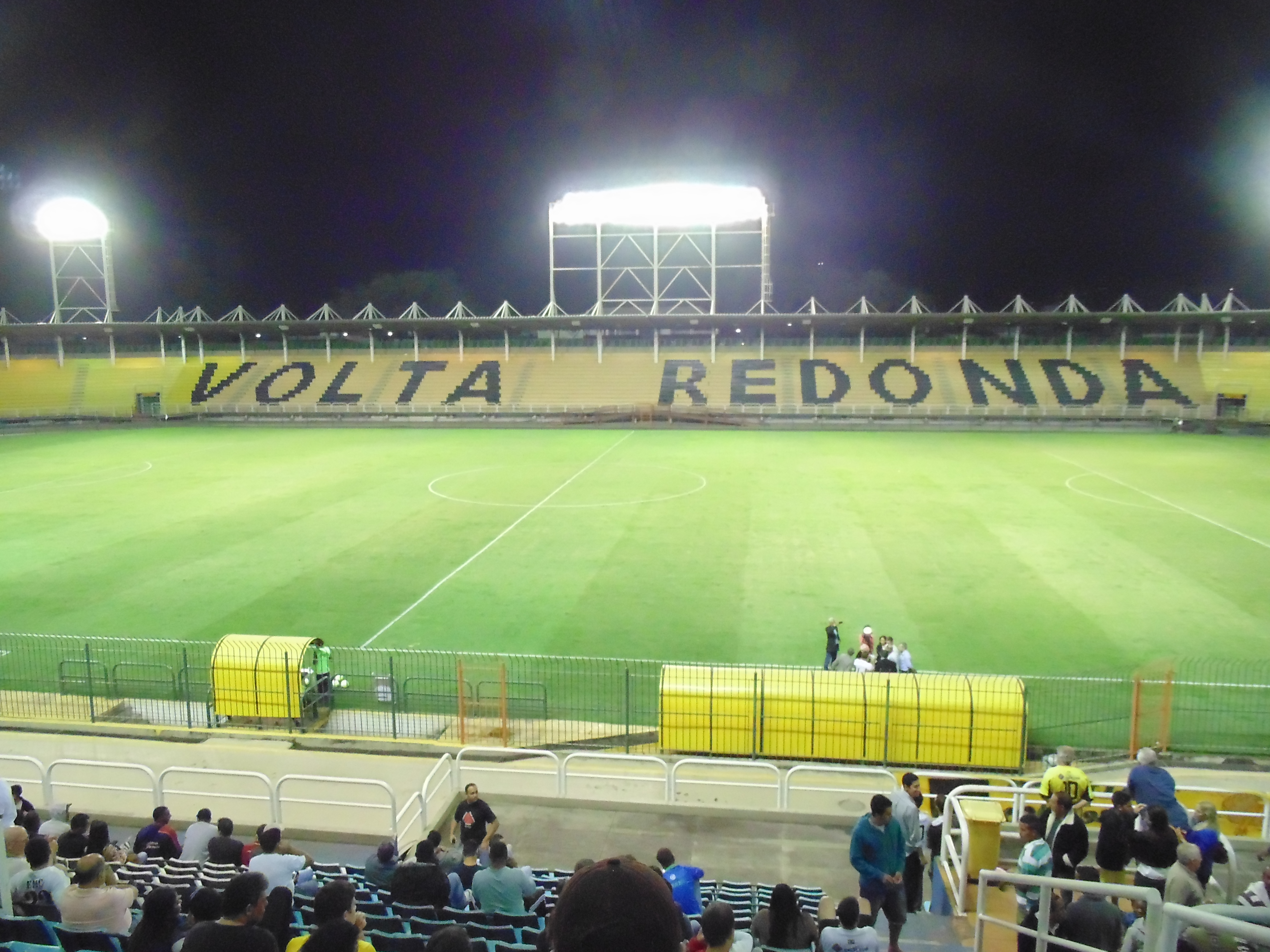
Raulino de Oliveira (Volta Redonda)
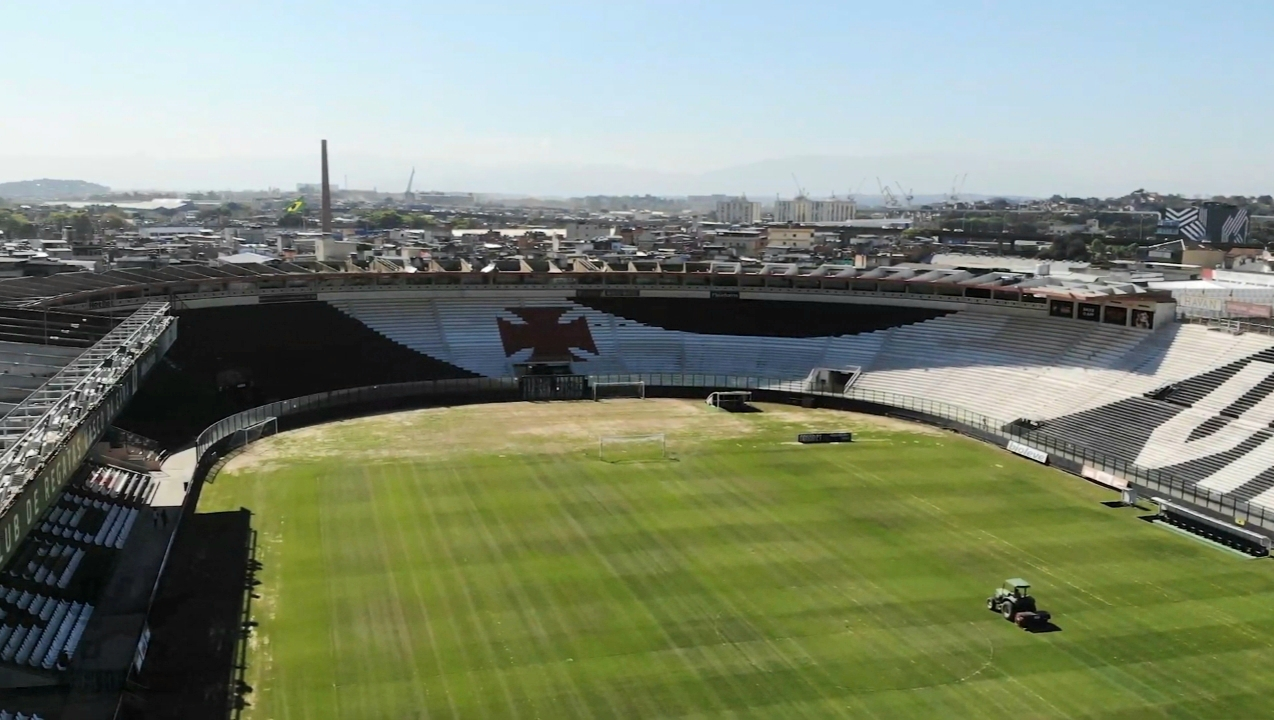
São Januário]] (Rio de Janeiro)

## Transmissão televisiva
Quatro canais de televisão possuem os direitos de transmissão da Série A no Brasil: TV Globo, em sinal aberto, SporTV e TNT em TV fechada e Premiere pelo sistema pay-per-view. Conforme a Lei nº 9.615/98, só pode haver a transmissão caso os dois clubes envolvidos tenham contrato com a mesma emissora. A Lei nº 14205/21 (conhecida como "Lei do Mandante"), que foi sancionada em 20 de setembro de 2021 não possui validade para esta edição do campeonato, conforme o 7º parágrafo do 2º artigo.
Em 22 de agosto, a Jovem Pan transmitiu o jogo entre Athletico Paranaense e Corinthians, válido pela 17ª rodada, com imagens em seu canal no YouTube. O time paranaense é o único que não possui contrato de transmissão pelo pay-per-view do Premiere.
|              | AMM      | ATP        | ATG      | ATM      | BAH      | CEA      | CHA      | COR      | CUI      | FLA      | FLU      | FOR      | GRE      | INT      | JUV      | PAL      | RBB      | SAN      | SPA      | SPT      |
| ------------ | -------- | ---------- | -------- | -------- | -------- | -------- | -------- | -------- | -------- | -------- | -------- | -------- | -------- | -------- | -------- | -------- | -------- | -------- | -------- | -------- |
| TV aberta    | TV Globo | TV Globo   | TV Globo | TV Globo | TV Globo | TV Globo | TV Globo | TV Globo | TV Globo | TV Globo | TV Globo | TV Globo | TV Globo | TV Globo | TV Globo | TV Globo | TV Globo | TV Globo | TV Globo | TV Globo |
| TV fechada   | SporTV   | TNT        | SporTV   | SporTV   | TNT      | TNT      | SporTV   | SporTV   | SporTV   | SporTV   | SporTV   | TNT      | SporTV   | SporTV   | TNT      | TNT      | SporTV   | TNT      | SporTV   | SporTV   |
| Pay-per-view | Premiere | [ nota 4 ] | Premiere | Premiere | Premiere | Premiere | Premiere | Premiere | Premiere | Premiere | Premiere | Premiere | Premiere | Premiere | Premiere | Premiere | Premiere | Premiere | Premiere | Premiere |

## Classificação
| Pos | Equipe               | Pts | J  | V  | E  | D  | GP | GC | SG  | Classificação ou descenso                    |
| --- | -------------------- | --- | -- | -- | -- | -- | -- | -- | --- | -------------------------------------------- |
| 1   | Atlético Mineiro     | 84  | 38 | 26 | 6  | 6  | 67 | 34 | +33 | Fase de grupos da Copa Libertadores de 2022  |
| 2   | Flamengo             | 71  | 38 | 21 | 8  | 9  | 69 | 36 | +33 | Fase de grupos da Copa Libertadores de 2022  |
| 3   | Palmeiras            | 66  | 38 | 20 | 6  | 12 | 58 | 43 | +15 | Fase de grupos da Copa Libertadores de 2022  |
| 4   | Fortaleza            | 58  | 38 | 17 | 7  | 14 | 44 | 45 | −1  | Fase de grupos da Copa Libertadores de 2022  |
| 5   | Corinthians          | 57  | 38 | 15 | 12 | 11 | 40 | 36 | +4  | Fase de grupos da Copa Libertadores de 2022  |
| 6   | Red Bull Bragantino  | 56  | 38 | 14 | 14 | 10 | 55 | 46 | +9  | Fase de grupos da Copa Libertadores de 2022  |
| 7   | Fluminense           | 54  | 38 | 15 | 9  | 14 | 38 | 38 | 0   | Segunda fase da Copa Libertadores de 2022    |
| 8   | América Mineiro      | 53  | 38 | 13 | 14 | 11 | 41 | 37 | +4  | Segunda fase da Copa Libertadores de 2022    |
| 9   | Atlético Goianiense  | 53  | 38 | 13 | 14 | 11 | 33 | 36 | −3  | Fase de grupos da Copa Sul-Americana de 2022 |
| 10  | Santos               | 50  | 38 | 12 | 14 | 12 | 35 | 40 | −5  | Fase de grupos da Copa Sul-Americana de 2022 |
| 11  | Ceará                | 50  | 38 | 11 | 17 | 10 | 39 | 38 | +1  | Fase de grupos da Copa Sul-Americana de 2022 |
| 12  | Internacional        | 48  | 38 | 12 | 12 | 14 | 44 | 42 | +2  | Fase de grupos da Copa Sul-Americana de 2022 |
| 13  | São Paulo            | 48  | 38 | 11 | 15 | 12 | 31 | 39 | −8  | Fase de grupos da Copa Sul-Americana de 2022 |
| 14  | Athletico Paranaense | 47  | 38 | 13 | 8  | 17 | 41 | 45 | −4  | Fase de grupos da Copa Libertadores de 2022  |
| 15  | Cuiabá               | 47  | 38 | 10 | 17 | 11 | 34 | 37 | −3  | Fase de grupos da Copa Sul-Americana de 2022 |
| 16  | Juventude            | 46  | 38 | 11 | 13 | 14 | 36 | 44 | −8  |                                              |
| 17  | Grêmio               | 43  | 38 | 12 | 7  | 19 | 44 | 51 | −7  | Rebaixados à Série B de 2022                 |
| 18  | Bahia                | 43  | 38 | 11 | 10 | 17 | 42 | 51 | −9  | Rebaixados à Série B de 2022                 |
| 19  | Sport                | 38  | 38 | 9  | 11 | 18 | 24 | 37 | −13 | Rebaixados à Série B de 2022                 |
| 20  | Chapecoense          | 15  | 38 | 1  | 12 | 25 | 27 | 67 | −40 | Rebaixados à Série B de 2022                 |

1. 1 2  Palmeiras e Athletico Parananense têm vaga garantida na Copa Libertadores de 2022 por serem campeões da Copa Libertadores de 2021 e da Copa Sul-Americana de 2021, respectivamente. Como o vencedor da Copa do Brasil de 2021, o Atlético Mineiro já estava classificado, abrindo-se mais uma vaga via Campeonato Brasileiro.

## Confrontos
| Mandante \ Visitante | AMM | ATP | ATG | ATM | BAH | CEA | CHA | COR | CUI | FLA | FLU | FOR | GRE | INT | JUV | PAL | RBB | SAN | SPA | SPT |
| -------------------- | --- | --- | --- | --- | --- | --- | --- | --- | --- | --- | --- | --- | --- | --- | --- | --- | --- | --- | --- | --- |
| América Mineiro      | —   | 2–0 | 0–0 | 0–1 | 0–0 | 2–0 | 3–0 | 0–1 | 0–0 | 1–1 | 1–0 | 2–1 | 3–1 | 1–1 | 1–1 | 2–1 | 0–2 | 2–0 | 2–0 | 0–1 |
| Athletico Paranaense | 1–0 | —   | 2–1 | 0–1 | 0–2 | 2–1 | 2–2 | 0–1 | 1–0 | 2–2 | 0–1 | 2–1 | 4–2 | 2–1 | 2–1 | 0–0 | 2–2 | 0–1 | 1–2 | 0–0 |
| Atlético Goianiense  | 1–1 | 0–2 | —   | 2–1 | 2–1 | 1–1 | 1–1 | 1–1 | 0–0 | 2–0 | 1–0 | 0–0 | 2–0 | 0–0 | 1–1 | 0–3 | 0–1 | 0–0 | 2–0 | 1–1 |
| Atlético Mineiro     | 1–0 | 2–0 | 4–1 | —   | 3–0 | 3–1 | 1–1 | 3–0 | 2–1 | 2–1 | 2–1 | 1–2 | 2–1 | 1–0 | 2–0 | 2–0 | 4–3 | 3–1 | 1–0 | 3–0 |
| Bahia                | 3–4 | 2–1 | 1–2 | 2–3 | —   | 1–1 | 3–0 | 0–0 | 0–0 | 0–5 | 2–0 | 4–2 | 3–1 | 0–1 | 1–0 | 0–0 | 1–1 | 3–0 | 1–0 | 0–1 |
| Ceará                | 0–0 | 1–0 | 0–0 | 2–1 | 1–2 | —   | 1–0 | 2–1 | 1–0 | 1–1 | 1–0 | 3–1 | 3–2 | 0–0 | 2–0 | 1–2 | 2–2 | 0–0 | 1–1 | 2–1 |
| Chapecoense          | 1–1 | 1–1 | 0–1 | 2–2 | 0–2 | 0–0 | —   | 0–1 | 2–3 | 2–2 | 1–2 | 1–2 | 1–3 | 1–2 | 0–2 | 0–2 | 0–3 | 0–1 | 1–1 | 0–1 |
| Corinthians          | 1–1 | 1–0 | 0–1 | 1–2 | 3–1 | 3–1 | 1–0 | —   | 3–2 | 1–3 | 1–0 | 1–0 | 1–1 | 1–1 | 1–1 | 2–1 | 1–2 | 2–0 | 0–0 | 2–1 |
| Cuiabá               | 0–2 | 1–0 | 2–1 | 0–1 | 1–1 | 2–2 | 0–0 | 1–2 | —   | 0–2 | 2–2 | 1–0 | 0–1 | 1–0 | 2–2 | 1–3 | 1–0 | 2–1 | 0–0 | 1–0 |
| Flamengo             | 2–0 | 3–0 | 2–0 | 1–0 | 3–0 | 2–1 | 2–1 | 1–0 | 0–0 | —   | 0–1 | 2–1 | 0–1 | 0–4 | 3–1 | 1–0 | 2–3 | 0–1 | 5–1 | 2–0 |
| Fluminense           | 2–0 | 1–4 | 0–0 | 1–1 | 2–0 | 0–0 | 3–0 | 1–1 | 1–0 | 3–1 | —   | 0–2 | 0–1 | 1–0 | 1–1 | 2–1 | 2–1 | 1–0 | 2–1 | 1–0 |
| Fortaleza            | 4–0 | 3–0 | 0–3 | 0–2 | 2–1 | 0–4 | 3–2 | 1–0 | 0–0 | 0–3 | 1–1 | —   | 1–0 | 5–1 | 1–0 | 1–0 | 1–0 | 1–1 | 1–1 | 1–0 |
| Grêmio               | 1–1 | 0–1 | 0–1 | 4–3 | 2–0 | 2–0 | 2–1 | 0–1 | 2–2 | 2–2 | 1–0 | 0–0 | —   | 0–0 | 3–2 | 1–3 | 3–0 | 2–2 | 3–0 | 1–2 |
| Internacional        | 3–1 | 2–1 | 1–2 | 0–1 | 2–0 | 1–1 | 5–2 | 2–2 | 0–0 | 1–2 | 4–2 | 1–0 | 1–0 | —   | 1–0 | 1–2 | 1–1 | 1–1 | 0–2 | 2–2 |
| Juventude            | 1–1 | 0–3 | 1–1 | 1–2 | 0–0 | 0–0 | 1–0 | 1–0 | 1–2 | 1–0 | 1–0 | 1–1 | 2–0 | 2–1 | —   | 0–3 | 1–0 | 3–0 | 1–1 | 1–0 |
| Palmeiras            | 2–1 | 2–1 | 4–0 | 2–2 | 3–2 | 1–0 | 3–1 | 1–1 | 0–2 | 1–3 | 1–0 | 2–3 | 2–0 | 1–0 | 1–1 | —   | 2–4 | 3–2 | 0–2 | 2–1 |
| Red Bull Bragantino  | 1–1 | 0–2 | 1–0 | 1–1 | 3–3 | 0–0 | 1–2 | 2–2 | 1–1 | 1–1 | 2–2 | 3–0 | 1–0 | 1–0 | 1–2 | 3–1 | —   | 2–2 | 1–0 | 3–0 |
| Santos               | 0–2 | 2–1 | 0–1 | 2–0 | 0–0 | 3–1 | 2–0 | 0–0 | 1–1 | 0–4 | 2–0 | 2–0 | 1–0 | 2–2 | 0–0 | 0–2 | 2–0 | —   | 2–0 | 0–0 |
| São Paulo            | 0–0 | 0–0 | 2–1 | 0–0 | 1–0 | 1–1 | 1–1 | 1–0 | 2–2 | 0–4 | 0–0 | 0–1 | 2–1 | 1–0 | 3–1 | 0–0 | 1–2 | 1–1 | —   | 2–0 |
| Sport                | 2–3 | 1–1 | 2–0 | 0–1 | 1–0 | 0–0 | 0–0 | 1–0 | 0–0 | 1–1 | 1–2 | 0–1 | 1–0 | 0–1 | 3–1 | 0–1 | 0–0 | 0–0 | 0–1 | —   |

## Desempenho por rodada
Posições de cada clube por rodada:
| Rodada ↓ | AMM | ATP | ATG | ATM | BAH | CEA | CHA | COR | CUI | FLA | FLU | FOR | GRE | INT | JUV | PAL | RBB | SAN | SPA | SPT |
| -------- | --- | --- | --- | --- | --- | --- | --- | --- | --- | --- | --- | --- | --- | --- | --- | --- | --- | --- | --- | --- |
| 1ª       | 16  | 5   | 7   | 15  | 2   | 3   | 19  | 18  | 8   | 6   | 13  | 4   | 14  | 11  | 10  | 17  | 1   | 20  | 12  | 9   |
| 2ª       | 19  | 2   | 3   | 9   | 5   | 11  | 20  | 10  | 13  | 8   | 6   | 1   | 18  | 17  | 16  | 7   | 4   | 12  | 15  | 14  |
| 3ª       | 20  | 2   | 4   | 5   | 8   | 11  | 18  | 10  | 15  | 3   | 7   | 1   | 19  | 13  | 14  | 9   | 6   | 12  | 17  | 16  |
| 4ª       | 19  | 2   | 8   | 3   | 7   | 12  | 17  | 10  | 15  | 9   | 5   | 1   | 20  | 14  | 18  | 6   | 4   | 13  | 16  | 11  |
| 5ª       | 19  | 1   | 8   | 5   | 7   | 12  | 16  | 11  | 17  | 10  | 6   | 2   | 20  | 13  | 14  | 4   | 3   | 9   | 18  | 15  |
| 6ª       | 19  | 2   | 6   | 7   | 4   | 12  | 18  | 11  | 16  | 8   | 9   | 3   | 20  | 13  | 14  | 5   | 1   | 10  | 17  | 15  |
| 7ª       | 19  | 2   | 7   | 8   | 5   | 12  | 18  | 11  | 16  | 10  | 9   | 4   | 20  | 13  | 14  | 3   | 1   | 6   | 17  | 15  |
| 8ª       | 16  | 2   | 10  | 5   | 9   | 12  | 19  | 11  | 18  | 6   | 13  | 4   | 20  | 14  | 8   | 3   | 1   | 7   | 17  | 15  |
| 9ª       | 15  | 2   | 7   | 4   | 6   | 8   | 19  | 13  | 18  | 10  | 9   | 5   | 20  | 14  | 12  | 3   | 1   | 11  | 17  | 16  |
| 10ª      | 15  | 3   | 8   | 4   | 6   | 9   | 19  | 10  | 18  | 12  | 11  | 5   | 20  | 14  | 13  | 1   | 2   | 7   | 16  | 17  |
| 11ª      | 16  | 5   | 10  | 3   | 6   | 11  | 19  | 12  | 18  | 8   | 7   | 4   | 20  | 15  | 13  | 1   | 2   | 9   | 14  | 17  |
| 12ª      | 18  | 5   | 11  | 2   | 8   | 7   | 20  | 12  | 15  | 6   | 9   | 3   | 19  | 13  | 14  | 1   | 4   | 10  | 16  | 17  |
| 13ª      | 18  | 5   | 8   | 2   | 9   | 7   | 20  | 10  | 15  | 6   | 11  | 3   | 19  | 14  | 13  | 1   | 4   | 12  | 17  | 16  |
| 14ª      | 18  | 6   | 9   | 2   | 10  | 7   | 20  | 11  | 16  | 5   | 12  | 3   | 19  | 14  | 13  | 1   | 4   | 8   | 17  | 15  |
| 15ª      | 17  | 6   | 9   | 1   | 10  | 7   | 20  | 12  | 18  | 5   | 13  | 3   | 19  | 11  | 14  | 2   | 4   | 8   | 16  | 15  |
| 16ª      | 18  | 6   | 7   | 1   | 13  | 8   | 20  | 11  | 16  | 5   | 15  | 3   | 19  | 9   | 12  | 2   | 4   | 10  | 14  | 17  |
| 17ª      | 19  | 9   | 7   | 1   | 15  | 8   | 20  | 6   | 14  | 5   | 16  | 3   | 17  | 10  | 13  | 2   | 4   | 11  | 12  | 18  |
| 18ª      | 17  | 9   | 7   | 1   | 16  | 8   | 20  | 6   | 15  | 5   | 11  | 3   | 18  | 10  | 13  | 2   | 4   | 12  | 14  | 19  |
| 19ª      | 17  | 9   | 8   | 1   | 16  | 10  | 20  | 6   | 11  | 5   | 7   | 3   | 19  | 12  | 13  | 2   | 4   | 14  | 15  | 18  |
| 20ª      | 17  | 11  | 10  | 1   | 15  | 12  | 20  | 6   | 8   | 3   | 7   | 4   | 18  | 9   | 14  | 2   | 5   | 13  | 16  | 19  |
| 21ª      | 16  | 10  | 11  | 1   | 15  | 13  | 20  | 6   | 9   | 3   | 8   | 4   | 18  | 7   | 17  | 2   | 5   | 14  | 12  | 19  |
| 22ª      | 15  | 9   | 12  | 1   | 17  | 11  | 20  | 6   | 10  | 4   | 8   | 3   | 18  | 7   | 14  | 2   | 5   | 16  | 13  | 19  |
| 23ª      | 14  | 9   | 10  | 1   | 17  | 12  | 20  | 6   | 11  | 3   | 8   | 4   | 18  | 7   | 15  | 2   | 5   | 16  | 13  | 19  |
| 24ª      | 10  | 7   | 11  | 1   | 18  | 13  | 20  | 5   | 12  | 2   | 9   | 4   | 17  | 8   | 15  | 3   | 6   | 16  | 14  | 19  |
| 25ª      | 10  | 8   | 11  | 1   | 17  | 14  | 20  | 6   | 12  | 2   | 9   | 4   | 19  | 7   | 15  | 3   | 5   | 16  | 13  | 18  |
| 26ª      | 12  | 8   | 11  | 1   | 17  | 14  | 20  | 6   | 9   | 2   | 10  | 3   | 19  | 7   | 15  | 5   | 4   | 16  | 13  | 18  |
| 27ª      | 13  | 10  | 11  | 1   | 16  | 14  | 20  | 7   | 9   | 2   | 8   | 4   | 19  | 6   | 17  | 3   | 5   | 15  | 12  | 18  |
| 28ª      | 10  | 12  | 9   | 1   | 15  | 14  | 20  | 7   | 11  | 4   | 8   | 3   | 19  | 6   | 17  | 2   | 5   | 16  | 13  | 18  |
| 29ª      | 10  | 14  | 11  | 1   | 16  | 13  | 20  | 6   | 9   | 2   | 8   | 5   | 19  | 7   | 18  | 3   | 4   | 15  | 12  | 17  |
| 30ª      | 12  | 11  | 13  | 1   | 15  | 10  | 20  | 6   | 9   | 3   | 8   | 5   | 19  | 7   | 18  | 2   | 4   | 16  | 14  | 17  |
| 31ª      | 10  | 9   | 15  | 1   | 16  | 12  | 20  | 6   | 12  | 3   | 8   | 4   | 19  | 7   | 17  | 2   | 5   | 13  | 14  | 18  |
| 32ª      | 9   | 11  | 14  | 1   | 16  | 10  | 20  | 5   | 13  | 2   | 8   | 6   | 19  | 7   | 17  | 3   | 4   | 12  | 15  | 18  |
| 33ª      | 9   | 13  | 16  | 1   | 17  | 10  | 20  | 5   | 12  | 2   | 8   | 6   | 19  | 7   | 15  | 3   | 4   | 11  | 14  | 18  |
| 34ª      | 10  | 13  | 15  | 1   | 17  | 9   | 20  | 4   | 11  | 2   | 7   | 5   | 18  | 8   | 16  | 3   | 5   | 12  | 14  | 19  |
| 35ª      | 10  | 13  | 15  | 1   | 17  | 7   | 20  | 4   | 12  | 2   | 7   | 5   | 18  | 9   | 16  | 3   | 6   | 11  | 14  | 19  |
| 36ª      | 8   | 13  | 11  | 1   | 17  | 9   | 20  | 4   | 16  | 2   | 7   | 5   | 18  | 10  | 15  | 3   | 6   | 12  | 14  | 19  |
| 37ª      | 8   | 14  | 9   | 1   | 16  | 10  | 20  | 4   | 15  | 2   | 7   | 5   | 18  | 12  | 17  | 3   | 6   | 11  | 13  | 19  |
| 38ª      | 8   | 14  | 9   | 1   | 18  | 11  | 20  | 5   | 15  | 2   | 7   | 4   | 17  | 12  | 16  | 3   | 6   | 10  | 13  | 19  |
| Rodada ↑ | AMM | ATP | ATG | ATM | BAH | CEA | CHA | COR | CUI | FLA | FLU | FOR | GRE | INT | JUV | PAL | RBB | SAN | SPA | SPT |

| Líder e fase de grupos da Copa Libertadores de 2022 Fase de grupos da Copa Libertadores de 2022 Segunda fase da Copa Libertadores de 2022 Fase de grupos da Copa Sul-Americana de 2022 Zona de rebaixamento à Série B de 2022 |

## Estatísticas
| Gols | Jogador      | Equipe              |
| ---- | ------------ | ------------------- |
| 19   | Hulk         | Atlético Mineiro    |
| 15   | Gilberto     | Bahia               |
| 14   | Michael      | Flamengo            |
| 13   | Ademir       | América Mineiro     |
| 12   | Artur        | Red Bull Bragantino |
| 12   | Gabriel      | Flamengo            |
| 12   | Ytalo        | Red Bull Bragantino |
| 12   | Yuri Alberto | Internacional       |

| Total[carece de fontes?] | Jogador        | Equipe               |
| ------------------------ | -------------- | -------------------- |
| 13                       | Gustavo Scarpa | Palmeiras            |
| 8                        | Artur          | Red Bull Bragantino  |
| 8                        | Vitinho        | Flamengo             |
| 7                        | Edenílson      | Internacional        |
| 7                        | David Terans   | Athletico Paranaense |
| 7                        | Hulk           | Atlético Mineiro     |
| 7                        | Lucas Crispim  | Fortaleza            |
| 7                        | Rafinha        | Grêmio               |

### Hat-tricks
| Jogador        | Clube               | Adversário  | Placar  | Data          | Ref.   |
| -------------- | ------------------- | ----------- | ------- | ------------- | ------ |
| Ytalo          | Red Bull Bragantino | Palmeiras   | 3–1 (C) | 23 de junho   | [ 45 ] |
| Gabriel        | Flamengo            | Bahia       | 5–0 (F) | 18 de julho   | [ 46 ] |
| Bruno Henrique | Flamengo            | São Paulo   | 5–1 (C) | 25 de julho   | [ 47 ] |
| Yuri Alberto   | Internacional       | Flamengo    | 4–0 (F) | 8 de agosto   | [ 48 ] |
| Gabriel        | Flamengo            | Santos      | 4–0 (F) | 28 de agosto  | [ 49 ] |
| Yuri Alberto   | Internacional       | Chapecoense | 5–2 (C) | 10 de outubro | [ 50 ] |

### Poker-tricks
| Jogador        | Clube | Adversário | Placar  | Data          | Ref.   |
| -------------- | ----- | ---------- | ------- | ------------- | ------ |
| Hugo Rodallega | Bahia | Fortaleza  | 4–2 (C) | 4 de setembro | [ 51 ] |

### Público
Com o avanço da vacinação e a redução de casos relacionados à pandemia de COVID-19 no Brasil, a CBF divulgou no dia 16 de agosto de 2021 um protocolo para retorno do público aos estádios, seguindo uma série de medidas e usando a chamada "taxa de normalidade" para definir quando e como esse retorno aconteceria. Em 28 de setembro, o Conselho Técnico da entidade oficializou o retorno de público em jogos da competição a partir da 23ª rodada, em cidades com decretos que permitem a presença de torcedores nos estádios e seguindo as restrições de capacidade e admissão adotadas por cada município.
Maiores públicos
Estes foram os dez maiores públicos do campeonato:
| Nº | Público | Mandante         | Placar | Visitante           | Estádio  | Data           | Rodada | Ref.   |
| -- | ------- | ---------------- | ------ | ------------------- | -------- | -------------- | ------ | ------ |
| 1  | 54 186  | Atlético Mineiro | 1–0    | América Mineiro     | Mineirão | 7 de novembro  | 30ª    | [ 54 ] |
| 2  | 53 904  | Atlético Mineiro | 2–0    | Juventude           | Mineirão | 22 de novembro | 34ª    | [ 55 ] |
| 3  | 52 459  | Atlético Mineiro | 3–0    | Corinthians         | Mineirão | 10 de novembro | 31ª    | [ 56 ] |
| 4  | 51 538  | Atlético Mineiro | 2–1    | Grêmio              | Mineirão | 3 de novembro  | 19ª    | [ 57 ] |
| 5  | 51 125  | Fortaleza        | 2–1    | Bahia               | Castelão | 9 de dezembro  | 38ª    | [ 58 ] |
| 6  | 50 854  | Ceará            | 0–0    | América Mineiro     | Castelão | 5 de dezembro  | 37ª    | [ 59 ] |
| 7  | 50 721  | Atlético Mineiro | 4–3    | Red Bull Bragantino | Mineirão | 5 de dezembro  | 37ª    | [ 60 ] |
| 8  | 50 355  | Atlético Mineiro | 2–1    | Fluminense          | Mineirão | 28 de novembro | 36ª    | [ 61 ] |
| 9  | 47 855  | São Paulo        | 0–4    | Flamengo            | Morumbi  | 14 de novembro | 32ª    | [ 62 ] |
| 10 | 47 032  | Flamengo         | 1–0    | Corinthians         | Maracanã | 17 de novembro | 33ª    | [ 63 ] |

Menores públicos
Estes foram os dez menores públicos do campeonato, sem considerar as partidas com portões fechados:
| Nº | Público | Mandante            | Placar | Visitante            | Estádio             | Data          | Rodada | Ref.   |
| -- | ------- | ------------------- | ------ | -------------------- | ------------------- | ------------- | ------ | ------ |
| 1  | 617     | América Mineiro     | 2–1    | Palmeiras            | Independência       | 6 de outubro  | 24ª    | [ 65 ] |
| 2  | 622     | América Mineiro     | 2–1    | Fortaleza            | Independência       | 30 de outubro | 29ª    | [ 66 ] |
| 3  | 660     | Chapecoense         | 2–2    | Atlético Mineiro     | Arena Condá         | 6 de outubro  | 24ª    | [ 67 ] |
| 4  | 672     | América Mineiro     | 0–0    | Bahia                | Independência       | 16 de outubro | 27ª    | [ 68 ] |
| 5  | 828     | Sport               | 3–1    | Juventude            | Arena de Pernambuco | 6 de outubro  | 24ª    | [ 69 ] |
| 6  | 883     | Chapecoense         | 1–1    | Athletico Paranaense | Arena Condá         | 13 de outubro | 26ª    | [ 70 ] |
| 7  | 893     | Chapecoense         | 1–1    | São Paulo            | Arena Condá         | 3 de outubro  | 23ª    | [ 71 ] |
| 8  | 931     | Red Bull Bragantino | 3–0    | Sport                | Nabi Abi Chedid     | 28 de outubro | 34ª    | [ 72 ] |
| 9  | 971     | Red Bull Bragantino | 1–0    | Atlético Goianiense  | Nabi Abi Chedid     | 12 de outubro | 26ª    | [ 73 ] |
| 10 | 973     | Chapecoense         | 1–2    | Fortaleza            | Arena Condá         | 16 de outubro | 27ª    | [ 74 ] |

## Mudanças de técnicos
| Clube                | Antecessor           | Data           | Última partida                        | Rod | Pos | Sucessor                  | Ref.            |
| -------------------- | -------------------- | -------------- | ------------------------------------- | --- | --- | ------------------------- | --------------- |
| Cuiabá               | Alberto Valentim     | 29 de maio     | Cuiabá 2–2 Juventude                  | 1ª  | 3º  | Jorginho                  | [ 75 ]          |
| Internacional        | Miguel Ángel Ramírez | 11 de junho    | Internacional 1–3 Vitória             | 2ª  | 17º | Diego Aguirre             | [ 76 ] [ 77 ]   |
| América Mineiro      | Lisca                | 14 de junho    | Flamengo 2–0 América Mineiro          | 3ª  | 20º | Vagner Mancini            | [ 78 ] [ 79 ]   |
| Grêmio               | Tiago Nunes          | 4 de julho     | Grêmio 0–1 Atlético Goianiense        | 9ª  | 20º | Luiz Felipe Scolari       | [ 80 ] [ 81 ]   |
| Flamengo             | Rogério Ceni         | 10 de julho    | Atlético Mineiro 2–1 Flamengo         | 10ª | 12º | Renato Gaúcho             | [ 82 ] [ 83 ]   |
| Chapecoense          | Jair Ventura         | 2 de agosto    | Chapecoense 0–1 Santos                | 14ª | 20º | Pintado                   | [ 84 ] [ 85 ]   |
| Bahia                | Dado Cavalcanti      | 17 de agosto   | Bahia 1–2 Atlético Goianiense         | 16ª | 13º | Diego Dabove              | [ 86 ] [ 87 ]   |
| Fluminense           | Roger Machado        | 20 de agosto   | Barcelona de Guayaquil 1–1 Fluminense | 16ª | 15º | Marcão                    | [ 88 ] [ 89 ]   |
| Sport                | Umberto Louzer       | 23 de agosto   | Sport 0–1 São Paulo                   | 17ª | 18º | Gustavo Florentín         | [ 90 ] [ 91 ]   |
| Ceará                | Guto Ferreira        | 29 de agosto   | América Mineiro 2–0 Ceará             | 18ª | 8º  | Tiago Nunes               | [ 92 ] [ 93 ]   |
| Santos               | Fernando Diniz       | 5 de setembro  | Cuiabá 2–1 Santos                     | 19ª | 13º | Fábio Carille             | [ 94 ] [ 95 ]   |
| Athletico Paranaense | António Oliveira     | 9 de setembro  | FC Cascavel 2–1 Athletico Paranaense  | 19ª | 9º  | Alberto Valentim          | [ 96 ] [ 97 ]   |
| Atlético Goianiense  | Eduardo Barroca      | 27 de setembro | Atlético Goianiense 0–0 Cuiabá        | 22ª | 12º | Marcelo Cabo              | [ 98 ] [ 99 ]   |
| Bahia                | Diego Dabove         | 6 de outubro   | Corinthians 3–1 Bahia                 | 24ª | 17º | Guto Ferreira             | [ 100 ]         |
| Grêmio               | Luiz Felipe Scolari  | 11 de outubro  | Santos 1–0 Grêmio                     | 25ª | 19º | Vagner Mancini            | [ 101 ] [ 102 ] |
| São Paulo            | Hernán Crespo        | 13 de outubro  | Cuiabá 0–0 São Paulo                  | 26ª | 13º | Rogério Ceni              | [ 103 ] [ 104 ] |
| América Mineiro      | Vagner Mancini       | 13 de outubro  | Internacional 3–1 América Mineiro     | 26ª | 11° | Marquinhos Santos         | [ 102 ] [ 105 ] |
| Juventude            | Marquinhos Santos    | 18 de outubro  | Grêmio 3–2 Juventude                  | 27ª | 17° | Jair Ventura              | [ 106 ] [ 107 ] |
| Chapecoense          | Pintado              | 26 de outubro  | Bahia 3–0 Chapecoense                 | 28ª | 20° | Felipe Endres (interino)  | [ 108 ]         |
| Flamengo             | Renato Gaúcho        | 29 de novembro | Palmeiras 2–1 Flamengo                | 36ª | 2º  | Maurício Souza (interino) | [ 109 ]         |

## Premiação
| Campeonato Brasileiro 2021 Série A    |
| Minas Gerais                          |
| ------------------------------------- |
| ATLÉTICO MINEIRO Campeão (3.º título) |

| Pos.             | Jogador         | Clube            |
| ---------------- | --------------- | ---------------- |
| G                | Weverton        | Palmeiras        |
| LD               | Yago Pikachu    | Fortaleza        |
| Z                | Gustavo Gómez   | Palmeiras        |
| Z                | Junior Alonso   | Atlético Mineiro |
| LE               | Guilherme Arana | Atlético Mineiro |
| V                | Edenílson       | Internacional    |
| V                | Jair            | Atlético Mineiro |
| M                | Raphael Veiga   | Palmeiras        |
| M                | Nacho Fernández | Atlético Mineiro |
| A                | Hulk            | Atlético Mineiro |
| A                | Michael         | Flamengo         |
| T                | Cuca            | Atlético Mineiro |
| Artilheiro       | Hulk            | Atlético Mineiro |
| Craque           | Hulk            | Atlético Mineiro |
| Craque da Galera | Michael         | Flamengo         |
| Gol mais bonito  | Michael         | Flamengo         |
| Revelação        | André           | Fluminense       |

| Pos.            | Jogador         | Clube               |
| --------------- | --------------- | ------------------- |
| G               | Éverson         | Atlético Mineiro    |
| LD              | Mariano         | Atlético Mineiro    |
| Z               | Léo Ortiz       | Red Bull Bragantino |
| Z               | Junior Alonso   | Atlético Mineiro    |
| LE              | Guilherme Arana | Atlético Mineiro    |
| V               | Edenílson       | Internacional       |
| V               | Jair            | Atlético Mineiro    |
| M               | Nacho Fernández | Atlético Mineiro    |
| M               | Raphael Veiga   | Palmeiras           |
| A               | Artur           | Red Bull Bragantino |
| A               | Hulk            | Atlético Mineiro    |
| T               | Cuca            | Atlético Mineiro    |
| Artilheiro      | Hulk            | Atlético Mineiro    |
| Bola de Ouro    | Hulk            | Atlético Mineiro    |
| Gol mais bonito | Andreas Pereira | Flamengo            |
| Revelação       | Matías Zaracho  | Atlético Mineiro    |

### Jogador do mês
| Mês      | Jogador        | Pos. | Clube            | Estatísticas | Estatísticas | Estatísticas | Ref.    |
| Mês      | Jogador        | Pos. | Clube            | J            | G            | A            | Ref.    |
| -------- | -------------- | ---- | ---------------- | ------------ | ------------ | ------------ | ------- |
| Junho    | Gustavo Scarpa | M    | Palmeiras        | 8            | 2            | 5            | [ 112 ] |
| Julho    | Hulk           | A    | Atlético Mineiro | 6            | 4            | 3            | [ 113 ] |
| Agosto   | Hulk           | A    | Atlético Mineiro | 4            | 1            | 0            | [ 114 ] |
| Setembro | Róger Guedes   | A    | Corinthians      | 4            | 3            | 1            | [ 115 ] |
| Outubro  | Raphael Veiga  | M    | Palmeiras        | 7            | 4            | 0            | [ 116 ] |